# Jasper Bella
Jasper Bella (Szőny, 1933. február 18. – Berlin, 1992. március 7.) magyar származású német opera-énekesnő (koloratúrszoprán).

## Élete
1954 és 1958 között a budapesti Zeneakadémián Révhegyi Ferencné növendéke volt. 1957-ben a moszkvai VIT-en, 1958-ban a toulouse-i énekversenyen nyert díjat. A végzés után „gyakorló énekesnek” szerződtette az Operaház. 1959-ben debütált Gildaként Verdi Rigolettójában. 1960-tól Nyugat-Németországban élt. Kezdetben a müncheni Gärtnerplatztheaterben működött, 1962 és ’64 között Frankfurtban, pályája további részében a nyugat-berlini Deutsche Oper Berlin tagja volt. Európa-szerte fellépett színpadon és hangversenydobogón. 1962 és 1970 között tizenháromszor szerepelt a Bécsi Állami Operában. Visszavonulása után énektanárként működött.
Az operairodalom legnehezebb koloratúrszerepeit oldotta meg sikerrel.

## Szerepei
- Ludwig van Beethoven: Fidelio – Marzelline
- Domenico Cimarosa: A titkos házasság – Carolina
- Gaetano Donizetti: Lammermoori Lucia – címszerep
- Gaetano Donizetti: Linda di Chamounix – címszerep
- Gaetano Donizetti: Don Pasquale – Norina
- Erkel Ferenc: Bánk bán – Melinda
- Hans Werner Henze: Az ifjú lord – Ida
- Wolfgang Amadeus Mozart: Szöktetés a szerájból – Konstanze; Blonde
- Wolfgang Amadeus Mozart: A varázsfuvola – Az Éj királynője
- Jacques Offenbach: Hoffmann meséi – Olympia
- Nyikolaj Andrejevics Rimszkij-Korszakov: Az aranykakas – Semaha királynője
- Gioachino Rossini: A sevillai borbély – Rosina
- Gioachino Rossini: Ory grófja – Adèle de Formoutiers grófnő
- Richard Strauss: A rózsalovag – Sophie
- Richard Strauss: Ariadné Naxoszban – Zerbinetta
- Igor Stravinsky: A csalogány – címszerep
- Ambroise Thomas: Mignon – Philine
- Giuseppe Verdi: Rigoletto – Gilda
- Richard Wagner: Siegfried – Az erdei madár hangja
- Carl Maria von Weber: A bűvös vadász – Annuska